# Iskiwzi (Lubny)
Iskiwzi (ukrainisch Ісківці; russisch Исковцы Iskowzy) ist ein Dorf in der ukrainischen Oblast Poltawa mit etwa 900 Einwohnern (2001).

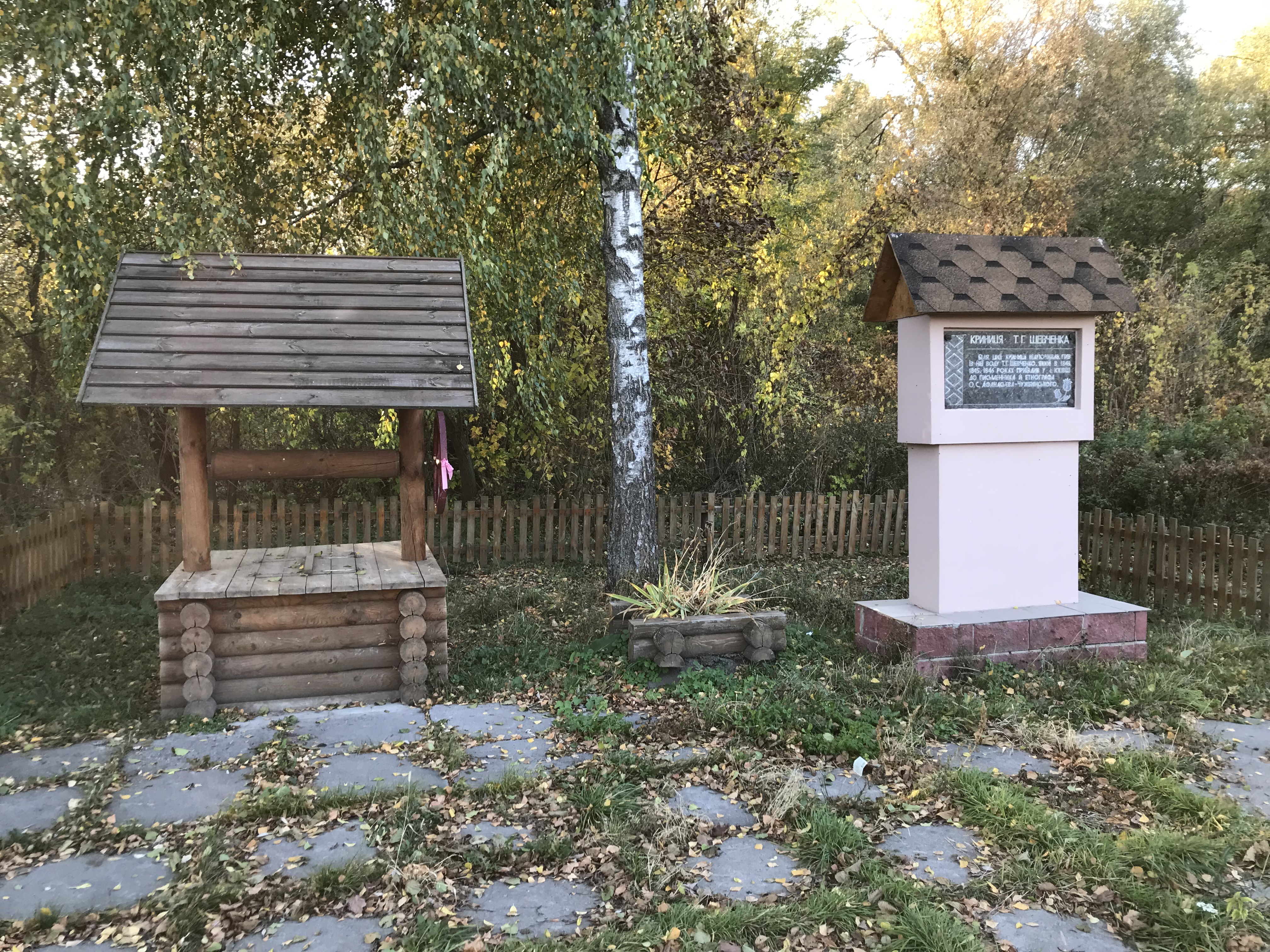
Gedenkbrunnen im Ort

Die Ortschaft liegt am rechten Ufer des Sliporid, einem 83 km langen Nebenfluss der Sula, 20 km südwestlich vom Rajonzentrum Lubny und 166 km westlich vom Oblastzentrum Poltawa. Östlich vom Dorf verläuft die Territorialstraße T–17–13.
Das Dorf wurde in den Jahren 1843, 1845 und 1846 von Taras Schewtschenko besucht.
Am 12. Juni 2020 wurde das Dorf ein Teil der neugegründeten Stadtgemeinde Lubny, bis dahin bildete es zusammen mit dem Dorf Pulynzi (Пулинці) die gleichnamige Landratsgemeinde Iskiwzi (Ісковецька сільська рада/Iskowezka silska rada) im Südwesten des Rajons Lubny.

## Söhne und Töchter der Ortschaft
- Oleksandr Afanassjew-Tschuschbynskyj (1816–1875), Historiker, Sprachwissenschaftler, Schriftsteller und Ethnologe